# Amphisbaena occidentalis
Amphisbaena occidentalis este o specie de reptile din genul Amphisbaena, familia Amphisbaenidae, ordinul Squamata, descrisă de Cope 1876.

## Subspecii
Această specie cuprinde următoarele subspecii:
- A. o. occidentalis
- A. o. townsendi